# Ebba Strange
Ebba Marie Strange, född 15 april 1929 i Flensburg, död 3 december 2012, var en dansk pedagog och politiker i Socialistisk Folkeparti.

## Biografi
Ebba Strange och hennes tre bröder växte upp i den sydjylländska landsorten Bredebro i en dansksinnad familj. Hennes föräldrar var skolinspektören, och tillika diakonen, Henrik Lassen Henriksen och dennes hustru, Helena Petersen, som dog när Strange var barn. Hemmet var religiöst (Indre Mission), auktoritärt och konservativt präglad, vilket Strange kom att göra uppror mot under gymnasietiden, då hon kom i kontakt med en skolkamrat, vars far hade varit kommunist och suttit i koncentrationsläger. Hon avlade studentexamen från Tønder Statsskole 1947 och gjorde ett studieuppehåll i Schweiz det följande året. Där kom hon i kontakt med en friskola och blev fascinerad av den ”fria uppfostran” som de utövade där. Efter hemkomsten från Schweiz utbildade hon sig till barnpedagog vid Sofie Rifbjergs kulturradikale Kursus for Småbørnspædagoger. Under sin utbildning vikarierade hon bland annat vid daghemmet Valby Folkebørnehave nr. 2, vilket styrkte hennes uppfattning om att lägga mer vikt vid modern pedagogik. Hon blev färdigutbildad 1950 och under de följande elva åren arbetade hon vid flera daginstitutioner i Köpenhamn. Hon började engagera sig både socialt och politiskt efter att ha fått insikt om levnadsförhållandena för barnen i stadsdelen Vesterbro. Hon gifte sig med fritidspedagogen Asbjørn Strange 1950, med vilken hon fick två barn. Äktenskapet upplöstes 1958.
Strange vidareutbildade sig till barnomsorgspedagog vid Den Sociale Højskole och avlade examen 1963. Hon flyttade därefter till Aarhus och arbetade på ett behandlingshem (1964-1975), samt som lärare vid Socialpædagogisk Børnehaveseminarium. Hon blev sedermera medlem av utbildningsrådet för daghems- och fritidspedagogutbildningarna (1969-1973), styrelsemedlem av Socialpædagogisk Forening (1968-1976) och ordförande för det sistnämndas avdelning i Aarhus (1969-1974). Hon startade upp en vidareutbildning för pedagoger i Aarhus på uppdrag av Danmarks Lærerhøjskole (DLH), och blev själv kursledare (1971-1976) och sedan timlärare (1976-1985) vid DHL i Köpenhamn. Hon var redaktör för böckerna Socialpædagogik I och II, vilka gavs ut 1977 och användes som läroböcker vid seminarierna.

## Politisk karriär

### De första åren i Folketinget
Stranges politiska bana började 1950, då hon anslöt sig till Danmarks Kommunistiske Parti (DKP). Hon gick över till Socialistisk Folkeparti (SF) 1958, som bildades av DKP:s förre ledare, Aksel Larsen, efter Ungernrevolten. Hon erbjöds en kandidatur till Folketinget 1970, men tackade nej av hänsyn till sina barn. Efter att Danmark anslöt sig till Europeiska gemenskaperna (EG) 1972 valde Strange att kandidera till Folketinget. Hon blev invald 1973 för Aarhus amtskreds, en valkrets i vilken hon hade många förtroendeposter och därmed en stor tillslutning av väljare, och hon kom att behålla sin plats fram till och med valet 1994. Hon var även medlem av SF:s partistyrelse (1974-1994) och verkställande utskott (1976-1991). Hon blev partiets spetskandidat till Folketinget inför valet 1977, efter att nya kandidaturregler införts. Hon blev utsedd till ordförande för SF:s folketingsgrupp 1977, den första kvinnan på posten, efter folketingsvalet det året i vilken partiet förlorade två mandat och därmed reducerades till sju medlemmar i Folketinget. Hon hade på förhand tackat nej till att bli både partiordförande och vice partiordförande, då hon inte ansåg att hon hade några ambitioner för att inta de posterna. Hon har beskrivit sin första tid i SF:s folketingsgrupp som en tid där hon upplevde manschauvinism och skepsis gentemot henne för att hon var kvinna. Hon innehade uppdraget fram till 1991. Genom åren kom hon att; bli medlem av Nordiska rådet (1979-1982) och medlem av Folketingets presidium (4:e vice ordförande 1979-1981, 3:e vice ordförande 1981-1982 samt 1994). Hon blev suppleant i Folketingets justitieutskott 1977 och var därefter en fast medlem där till 1991, samt tillika ordförande 1982-1984. Hon har även varit partiets utrikespolitiska ordförande och varit medlem av Folketingets utbildningsutskott. I den senare utmärkte hon sig bl.a. som en motståndare av förslaget om att det skulle införas betyg i gymnasieskolornas idrottsundervisning.
Under sina första år i Folketinget var Strange SF:s socialpolitiska ordförande. Hon kom att utmärka sig på flera områden, bl.a. då hon som den enda utanför DKP slöt upp bakom förslaget att revidera den då nytillkomna a-kassareformen. I förslaget ingick en höjning av arbetslöshetsersättningen från 90 % till 100 % av genomsnittsinkomsten för varje yrkesgrupp, samt ett upphävande av förordningen om att anmälning av sjukfrånvaro skulle göras till arbetsgivaren direkt vid arbetsdagens början. Detta förslag blev inte antaget i Folketinget. Hon propagerade aktivt för SF:s förslag om att sänka pensionsåldern till 62 år för både män och kvinnor. Hon var även aktiv inom det kvinnopolitiska området och ställde sig bakom partiets jämställdhetsprogram från 1976, som föreskrev könskvotering till förtroendeposter. Hon konfronterade statsminister Poul Hartling (Venstre) 1974 med frågor om vilka initiativ hans regering förberedde inom jämställdhetsområdet, men fick inga konkreta svar. Istället anklagade han henne för att försöka vrida debatten till en debatt om arbetslöshet, då hon konstaterade att den höga arbetslösheten drabbade kvinnorna hårdast. – Strange kom året därefter att ingå i den delegation som representerade Danmark i FN:s internationella kvinnokonferens.

### 1977-1994
På det justitiepolitiska området var Strange en förespråkare av att ersätta fängelsestraffen med samhällstjänst som avsoning. Hon var kritisk mot justitieministrarna Orla Møller och Erling Jensen (båda Socialdemokraterne) och deras förslag om att förhindra brottsmisstänkta personer att själva välja sina försvarsadvokater. Hon kritiserade också den förstnämnde för utvisningen av den i Mexiko födde Jaime Okosuno Martinez, som utvisades utan rättslig prövning på grund av säkerhetspolitiska skäl. – För övrigt kan nämnas att hon och hennes parti lade bl.a. fram ett förslag om att minska politikernas makt i Danmarks Radio och istället låta medarbetarna och de folkliga organisationerna få större inflytande.
Strange riktade även skarp kritik mot Socialdemokraterne, särskilt dess vänsterfalang, för att inte ha varit särskilt kritiska mot att partiet ingick i en koalitionsregering med det borgerliga partiet Venstre. Detta berodde enligt Strange på att Socialdemokraterne var alltför benägna att göra allt för att behålla regeringsmakten. Hon sade att SF också var redo för en generalstrejk om de båda regeringspartierna genomförde sin s.k. augustiöverenskommelse (da: augustforliget). Under 1980-talet försökte Strange att få SF och Socialdemokraterne att samarbeta mer i de frågor där de inte stod alltför långt ifrån varandra. Hon uttryckte även bekymmer över den skarpa ordväxlingen mellan partierna samt att Socialdemokraterne tappade många väljare under 1980-talet, och efterlyste ett arbetarflertal i Folketinget som byggde på de två partierna. Detta fick stöd från Svend Auken, Socialdemokraternes politiska ordförande, men avvisades av partiledaren Anker Jørgensen.
Från 1977 tillhörde Strange Justitieministeriets äktenskapsutskott och var delaktig i att föräldraledighet för män genomfördes 1983, samt i utformningen av den gemensamma föräldramyndigheten för samlevande föräldrar och partnerskapslagen för homosexuella par 1989, vilket var den första i sitt slag i hela världen. Bland övriga politiska områden har Strange i debatten utmärkt sig som en motståndare mot att medborgarlön skulle kunna vara en potentiell lösning mot arbetslöshet och utslagning i samhället. Hon kritiserade även den konservativa justitieministern Erik Ninn-Hansen för bristande hjälp till de flyktingar som kom till Danmark och att man till stora delar överlät ansvaret för flyktinghjälpen till Röda Korset. Hon gick även till angrepp mot Ninn-Hansen för hans behandling av den s.k. tamilaffären (da: tamilsagen).

### Uppdrag efter 1994
Efter sin politiska karriär var Strange ordförande för det nyupprättade Børnerådet i Aarhus (1997-1998, motsvaras i Sverige av Barnombudsmannen) och styrelseordförande för Indvandrerklassen i Aarhus (1987-2002, går numera under namnet Interkulturelt center). Hon var även medlem av Centerrådet - Det Danske Center for Menneskerettigheder (1995-2002), medlem av Undervisningsministeriets utskott rörande danska kulturella angelägenheter i Sydslesvig (1994-2002), styrelsemedlem i Kvindemuseet (1998-2002) och vice ordförande för Rådet for Menneskerettigheder (2003-2007). Hon har varit ställföreträdare för SF:s medlem i den danska riksrätten, den domstol som behandlar juridiskt åtalade ministrar.

## Utmärkelser
- Aarhus kommuns jämställdhetspris, 1998
- Ernapriset, 2007